# صندوق التنمية الوطنية الإيراني
صندوق التنمية الوطنية الإيراني (NDFI) (بالفارسية: صندوق توسعه ملی) هو صندوق الثروة السيادية الإيراني . تأسست في عام 2011 لتكملة صندوق استقرار النفط . مستقل عن ميزانية الحكومة . بناءً على المادة 84 من خطة التنمية الاجتماعية والاقتصادية الخمسية الخامسة (2010-2015) ، تم إنشاء صندوق التنمية الوطنية لتحويل عائدات النفط والغاز إلى استثمارات منتجة للجيل المقبل. وهي عضو في المنتدى الدولي لصناديق الثروة السيادية، وبالتالي فهي مسجلة في مبادئ سانتياغو بشأن أفضل الممارسات في إدارة صناديق الثروة السيادية. يتطلب سحب أي أموال من هذا الصندوق إذن المرشد الأعلى.
وفقًا لذلك، سيتم تحويل 20٪ من إيرادات النفط إلى الصندوق الوطني للتنمية، وهذه النسبة تزيد بنسبة 3٪ سنويًا حتى نهاية خطة التنمية الاجتماعية والاقتصادية الخمسية. يهدف الصندوق الجديد إلى توفير 50 ٪ من تسهيلاته المالية للقطاعات الخاصة والتعاونية وغير الحكومية و 20 ٪ لتشجيع الاستثمار الأجنبي (الداخل والخارج). يتم استثمار 30 ٪ المتبقية (في أسواق رأس المال ) في الخارج.
بلغت احتياطيات الصندوق 24.4 مليار دولار في عام 2011 و 35 مليار دولار في عام 2012. من المتوقع أن يصل صندوق التنمية إلى 55 مليار دولار بحلول مارس 2013 و 61 مليار دولار بحلول مارس 2014. تبلغ اصول صندوق التنمية الوطني الايراني 156 مليار دولار في 2023.

## روابط خارجية
- صندوق التنمية الوطني الإيراني (الموقع الرسمي)
- الصندوق الوطني للتنمية في إيران: القضايا والتحديات - صندوق النقد الدولي (2014)